# Eccidio di Castello di Godego
L'eccidio di Castello di Godego è una strage perpetrata in Italia dall'esercito tedesco in ritirata negli ultimi giorni della seconda guerra mondiale, nonché una delle più efferate avvenute in quel periodo nel nord del paese.
L'eccidio ebbe luogo il 29 aprile 1945, pochi giorni prima del termine del conflitto, e portò alla morte 135 persone tra civili e partigiani. Ebbe luogo prevalentemente nel territorio comunale di Castello di Godego, anche se nessun godigese venne prelevato con la forza e poi ucciso. Le vittime provenivano infatti dai comuni limitrofi di San Giorgio in Bosco, San Martino di Lupari e Villa del Conte.
Nonostante quella di Castello di Godego sia comunemente considerata come l'"ultima strage", le uccisioni proseguirono mentre la divisione tedesca si ritirava verso nord. Il giorno seguente l'eccidio, in località Caerano di San Marco, persero la vita per rappresaglia 6 persone, nel cosiddetto eccidio di Stecca.

## Gli eventi
Il 29 aprile 1945 la 29ª Divisione Panzergrenadier "Falcke", agli ordini del generale Fritz Polack, era in piena ritirata assieme al resto dell'esercito tedesco, dopo la caduta della Linea Gotica, diretta verso l'Austria. Provenendo da sud lungo la strada Valsugana, superato il centro di San Giorgio in Bosco, i tedeschi vennero a conoscenza che l'avanguardia statunitense era già arrivata nella zona del cittadellese, provenendo da Vicenza. Per non essere tagliati fuori dagli americani, i tedeschi decisero di svoltare verso est, in direzione di Sant'Anna Morosina, frazione di San Giorgio in Bosco, ma trovarono a rallentarli l'azione partigiana: sin dal mattino infatti il 2º Battaglione della Brigata Damiano Chiesa cercò di bloccare i tedeschi proprio tra San Giorgio e Sant'Anna, in località San Nicolò. La superiorità dei militari tedeschi fu però decisiva e questi riuscirono a proseguire uccidendo un partigiano e due abitanti del luogo. Prima di rimettersi in marcia, presero dei civili in ostaggio, così da poterli usare come deterrente o scudo, in caso di ulteriori attacchi. Come a San Nicolò, così anche a Villa del Conte, precisamente nella sua frazione Abbazia Pisani, e a Lovari di San Martino di Lupari, i partigiani attaccarono la colonna tedesca e i soldati risposero al fuoco, uccidendo partigiani e civili, oltre a incendiare e devastare alcuni edifici per poi prendere in ostaggio altri abitanti e proseguire verso nord.
A San Martino di Lupari, in località Maglio – situata tra Abbazia Pisani e Borghetto – i tedeschi colpirono il comando del Battaglione partigiano "Pegorin" e quello di una missione degli Alleati, causando diversi morti e incendiando abitazioni. In base al resoconto realizzato dal Centro di Ateneo per la Storia della Resistenza e dell'Età Contemporanea (CASREC) dell'Università di Padova, quella in zona Maglio fu probabilmente un'azione punitiva anti-partigiana che portò alla fucilazione sul posto di dieci partigiani e alcuni civili. Secondo i Diari storici dei Reparti partigiani della Provincia di Treviso, furono i partigiani stessi a colpire con abilità causando diverse perdite tra i tedeschi, prima di essere però sopraffatti. I tedeschi avrebbero poi fucilato complessivamente ventisei persone, tra partigiani e civili che avevano ospitati i primi.
Giunta a San Martino di Lupari, la colonna tedesca aveva con sé oramai una sessantina di ostaggi ma, nonostante ciò, vennero comunque attaccati da un gruppo del battaglione "Pegorin"; la risposta tedesca causa la morte di due anziani, uccisi nella piazza del paese. Prelevati ulteriori ostaggi, i tedeschi avanzarono verso nord attraversando la frazione Campagnalta per poi entrare nel territorio comunale di Castello di Godego. Lì, in via Cacciatora, nei pressi dell'incrocio con la strada che porta da Castelfranco Veneto a Bassano del Grappa, la colonna tedesca si fermò. Secondo il CASREC, i tedeschi obbligarono i settanta civili sopravvissuti a correre per salvarsi in gruppi di sei, mentre loro, appostati sugli alberi, gli sparavano addosso. In base al resoconto dei Reparti partigiani, le vittime a Castello di Godego furono settantadue e furono fucilate sul ciglio della strada a gruppi di cinque. Altre fonti ancora ritengono che le vittime furono settantasei. Quello stesso giorno, la 29ª Divisione tedesca proseguì liberamente verso nord raggiungendo Feltre dove si arrese ai britannici il 2 maggio, con il termine della guerra.

## Le vittime e la memoria
Secondo l'analisi dell'Università di Padova, complessivamente le vittime furono 135, di cui 129 uomini e 6 donne, con età che varia dall'adolescenza alla terza età. Considerando le difficoltà nel reperire dati certi, a causa della distribuzione degli eventi in più località e al passare dei decenni, per 17 delle vittime non è stato possibile stabilire il luogo esatto della morte. Quel che lo studio ha potuto confermare con certezza è che in località Cacciatora furono uccise 70 persone, di cui una rimasta ferita e morta il 18 maggio in ospedale. A Sant'Anna Morosina rimasero uccise invece 4 persone, ad Abbazia Pisani vi furono 10 morti mentre tra Lovari e San Martino di Lupari morirono 24 persone, a cui si aggiungono i 10 partigiani uccisi in località Maglio. Sopravvissero alla marcia e alle uccisioni a Castello di Godego 6 persone, cinque delle quali furono rilasciate in località Cacciatora; 2 persone rimasero invece ferite sopravvivendo, una ad Abbazia Pisani e l'altra al Maglio. Altre fonti riportano un totale di 136 vittime, di cui 60 morte durante la marcia e 76 uccise in località Cacciatora.In queste fonti nel conteggio delle vittime morte lungo il tragitto vennero inserites 6 persone che morirono in circostanze e luoghi diversi. Purtroppo tale errore è stato riportato anche nella nuoova lapide che il 29 aprile 2025 è stata posta a Castello di Godego a fianco della stele. Quindi il totale è di 54 persone morte lungo il tragitto, per un totale complessivo di 130.
Nei comuni in cui si svolsero gli eventi, negli anni sono stati posti diversi monumenti e lapidi in ricordo:
- A Sant'Anna Morosina un monumento commemora le vittime di quel giorno;
- Abbazia Pisani ricorda questo evento con una stele e un monumento;
- Villa del Conte ricorda le vittime della guerra di Liberazione con una lapide nel cimitero;
- In località Maglio di San Martino di Lupari una lapide ricorda i partigiani caduti, mentre un monumento nel cimitero ricorda tutte le vittime, sia partigiani che civili;
- Tra Campagnalta e Cacciatora è presente un ceppo con i nomi di quattro ostaggi;
- In località Cacciatora di Castello di Godego è presente una stele posta nel 1959.[13]

## Le responsabilità
L'unità tedesca presente sul territorio quel giorno e di conseguenza ritenuta responsabile dell'eccidio è la 29ª Divisione Panzergrenadier "Falcke", comandata dal generale Fritz Polack. Dopo il termine della guerra e l'istituzione della Repubblica italiana, gli eventi furono riportati alla Procura militare di Padova, la quale il 14 gennaio 1960 archiviò "provvisoriamente" il fascicolo numero 2158-215 a carico del generale Polack e di altri militari tedeschi ignoti. Il fascicolo verrà ritrovato più di trent'anni dopo, in un armadio, e ritrasmesso alla Procura militare il 5 luglio 1995. I gruppi partigiani locali affermarono che, tra le truppe della 29ª Divisione, erano ben visibili gruppi di Brigate nere, di SS e di paracadutisti tedeschi.
Dalle informazioni riportate dal CASREC, Angelo Bruciapaglia e Ottorino Scardovelli furono considerati corresponsabili. Il 4 marzo 1947, la Corte straordinaria di Assise di Padova condannò a morte Bruciapaglia e a 24 anni di prigione Scardovelli; successivamente, il secondo verrà prosciolto mentre al primo venne commutata la pena in ergastolo, seguita da ulteriori riduzioni. Secondo lo storico Egidio Ceccato, l'eccidio è stato ispirato proprio da fascisti locali – uditi parlare in dialetto veneto – che accompagnavano la colonna tedesca, i quali non volevano testimoni scomodi poiché essi potevano essere ben identificabili dalla gente del posto.